# سعيد السيد بدير
سعيد السيد بدير عالم مصري تخصص في مجال الاتصال بالأقمار الصناعية والمركبات الفضائية خارج الغلاف الجوي، من مواليد روض الفرج بالقاهرة في 4 يناير 1949 وتوفي في 14 يوليو 1989 بالإسكندرية في واقعة يصفها الكثيرون أنها عملية اغتيال من قبل الموساد، وهو ابن الممثل والمخرج المصري السيد بدير.

## حياته
ولد في يناير عام 1949 ، بدأ في سنواته الأولى علامات الذكاء الفائق، في الثانوية العامة كان سعيد بدير الثاني على مستوى الجمهورية بمجموع 95%، تخرج من الكلية الفنية العسكرية وعُيّن ضابطاً في القوات المسلحة المصرية، أصبح معيداً في الكلية الفنية العسكرية عام 1972، ثم مدرساً مساعداً في الكلية نفسها، ثم مدرساً فيها عام 1981، حتى وصل إلى رتبة عقيد مهندس بالقوات الجوية وأحيل إلى التقاعد برتبة عقيد مهندس بالمعاش بناء على طلبه بعد أن حصل على درجة الدكتوراه من إنجلترا ثم عمل في أبحاث الأقمار الصناعية كأستاذ زائر في جامعة ليبزيخ في ألمانيا الغربية وتعاقد معها لإجراء أبحاثه طوال عامين، وكان مجال الدكتور سعيد يتلخص في أمرين:
1. التحكم في المدة الزمنية منذ بدء إطلاق القمر الصناعي إلى الفضاء ومدى المدة المستغرقة لانفصال الصاروخ عن القمر الصناعي.
2. التحكم في المعلومات المرسلة من القمر الصناعي إلى مركز المعلومات في الأرض سواء أكان قمر تجسس أو قمراً استكشافياً.

استطاع وهو في سن صغيرة من خلال أبحاثه إلى نتائج متقدمة جعلته يحتل المرتبة الثالثة من بين 13 عالماً فقط على مستوى العالم في حقل تخصصه النادر في الهندسة التكنولوجية الخاصة بالصواريخ، كما صُنّف في المرتبة الثالثة.

## تهديده بالقتل
في أكتوبر عام 1988م اتفق معه باحثان أمريكيان لإجراء أبحاث معهما مقابل الحصول على الجنسية الأميركية وأجر مالي ممتاز عقب انتهاء تعاقده مع الجامعة الألمانية، وهنا اغتاظ باحثو الجامعة الألمانية وبدأوا بالتحرش به ومضايقته حتى يلغي فكرة التعاقد مع الأمريكيين، وذكرت زوجته أنها وزوجها وأبناؤهم كانوا يكتشفون أثناء وجودهم في ألمانيا عبثاً في أثاث مسكنهم وسرقة كتب زوجها، شعر بأن حياته وحياة أسرته باتت في خطر، فكتب رسالة إلى الحكومة المصرية يطلب فيها حمايته، تلقى سعيد اتصالاً من السلطات في القاهرة تطلب منه عودته فوراً إلى أرض الوطن.
بدأت مخاوف الأجهزة المخابراتية خاصة الغربية منه تزداد مع أبحاثه الخاصة بالاتصالات والأقمار الصناعية، خاصة بعد كشفه عن أبحاث لكيفية السيطرة على قمر صناعي معادي لصالح مصر، وعندما ظهرت هذه التهديدات علم بذلك الرئيس المصري حسني مبارك عينه مستشاراً له في مجاله.
ونتيجة لشعورهم بالقلق قررت الأسرة العودة إلى مصر على أن يعود الزوج إلى ألمانيا لاستكمال فترة تعاقده، ثم عاد إلى القاهرة في 8 يونيو عام 1988م ليحميه من محاولات متوقعة لاغتياله وقرر السفر إلى أحد أشقائه في الإسكندرية لاستكمال أبحاثه فيها، واستمر سعيد في تجاربه في ألمانيا على أساس أن الإمكانات في مصر غير متاحة لمثل هذه التجارب، وبدأت المخابرات الأميركية تهدده بطريقة غير مباشرة، وكي يبعد الأنظار عنه قرر أن يفتتح مصنعاً للإلكترونيات لمجرد صرف نظر المخابرات الأميركية عنه.

## وفاته
بعد ذلك الإعلان بأسبوع، وتحديداً في الإسكندرية في 13 يوليو (تموز) عام 1989 تلقى قسم شرطة شرق في الإسكندرية بلاغاً عن سقوط شخص من أعلى عمارة في شارع طيبة بكامب شيزار في ما يبدو أنه انتحار، لذا تم التحقيق في الإسكندرية، حيث وجدوا الغاز مفتوحاً في شقته وكأنه أراد الانتحار بالغاز وعندما فشل ألقى بنفسه من العمارة، كذلك وجدوا وريد يده مقطوعاً أيضاً، فكأنه أراد الانتحار بطرق الموت كافة.
لم يتم الإعلان عن من وراء قتله، وهناك مصادر أشارت إلى احتمالية قيام أجهزة المخابرات باغتياله، خاصة جهاز الموساد الإسرائيلي.